# Paul Holz (rysownik)

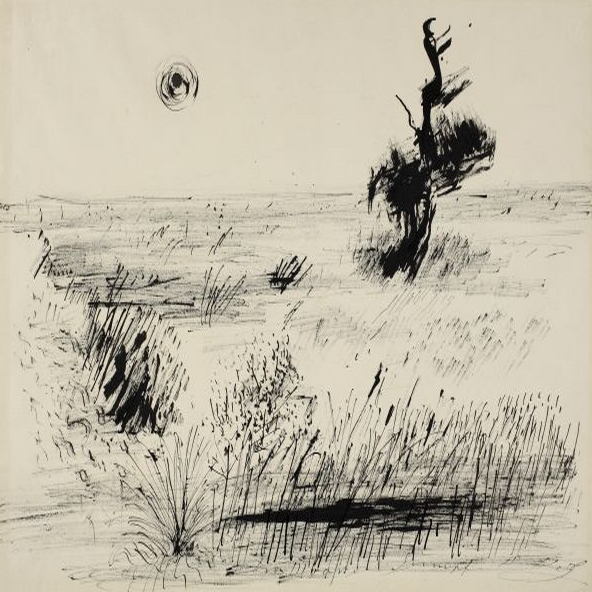

Paul Holz (ur. 28 grudnia 1883 w Riesenbrücku, zm. 19 stycznia 1938 w Szlezwiku) – niemiecki rysownik, grafik i pedagog.

## Życiorys
W latach 1898–1904 pracował jako nauczyciel w szkole podstawowej w Policach na Pomorzu Zachodnim i różnych szkołach w Meklemburgii. Od 1925 roku wykładał w Państwowej Akademii Sztuki i Rzemiosła Artystycznego we Wrocławiu. Tam też, w roku 1926, miała miejsce jego pierwsza wystawa.
W 1926 roku Holz został konsultantem lekcji rysunku na Śląsku, a rok później na Pomorzu. We Wrocławiu był członkiem pedagogicznego urzędu egzaminacyjnego. W 1933 został usunięty z tego urzędu, gdy do władzy doszli naziści. Jego twórczość została uznana za „zdegenerowaną”. Z tego powodu w 1934 roku przeniósł się do Szlezwiku, gdzie pracował w szkole katedralnej aż do śmierci w 1938 roku.
Jego ostatnia wystawa odbyła się w 1937 roku w Galerie von der Heyde w Berlinie. Niektóre z jego prac znajdują się w Gabinecie Miedziorytów w Dreźnie i w Kupferstichkabinett Berlin.